# Juan Eslava Galán
Juan Eslava Galán (Arjona, Jaén, 7 de marzo de 1948) es un escritor español del género histórico, tanto de ficción como de no ficción. Saltó a la popularidad con la obtención del Premio Planeta en 1987. Ha publicado algunas novelas bajo el pseudónimo de Nicholas Wilcox.

## Biografía
Hijo de olivareros, estudió en los colegios de Arjona hasta que, al cumplir los diez años, su familia se trasladó a Jaén, donde prosiguió el bachillerato. Estos primeros años de estudios quedaron plasmados en su novela Escuela y prisiones de Vicentito González.
Cursó Filosofía y Letras en la Universidad de Granada, licenciándose en Filología Inglesa, y luego realizó un viaje al Reino Unido con el objetivo de ampliar sus estudios. Allí estuvo viviendo en Bristol y Lichfield, y fue alumno y profesor asistente en la Universidad de Aston, Birmingham.
A su regreso obtuvo una cátedra de Instituto de Bachillerato y, posteriormente, se doctoró en la Universidad de Granada con una tesis sobre Poliorcética y fortificación bajomedieval en el reino de Jaén. Es miembro del Instituto de Estudios Giennenses.
Su novela más conocida es En busca del unicornio, que ganó el Premio Planeta en 1987 (2.ª ed. corregida y ampliada en 2007), impulsando notablemente su carrera literaria.
Se declara un apasionado de la Edad Media, como puede verificarse fácilmente por la temática de su obra. Su bibliografía comprende casi un centenar de libros, de narrativa, divulgación histórica, biografía y ensayos, entre los que destacan sus muy irónicas Historia de España contada para escépticos y El catolicismo explicado a las ovejas, entre otros títulos.
Autor prolífico, puede publicar al año dos novelas además de libros de otros géneros. Tanto novelista como ensayista, hace gala de un particular sentido del humor, a veces satírico.
Como narrador, opta por los géneros de la novela histórica, la fantasía y el misterio. Entre las primeras destacan especialmente En busca del unicornio, ambientada en el reinado de Enrique IV el Impotente, valiéndose de una prosa de regusto medieval; El comedido hidalgo, que refleja con ecos cervantinos la España de fines del siglo XVI, o La mula y Señorita, cuyas tramas se desarrollan durante la guerra civil española. Además, bajo el pseudónimo de Nicholas Wilcox, que es más bien un heterónimo con fotografía falsa incluso, ha escrito varias novelas que él mismo no duda en calificar como de estilo best-seller. Fue creado en un principio por el miedo a defraudar a sus lectores, pues el estilo y la narración de las novelas de Wilcox son realmente muy diferentes a las de Eslava Galán.
Su libro reciente de mayor éxito es Una historia de la guerra civil que no va a gustar a nadie, que narra los sucesos más relevantes del conflicto fratricida español de un modo a medio camino entre la crónica periodística y la novela histórica; también destaca La conquista de América contada para escépticos, en la que trata de clarificar un tema plagado de fanatismos y de medias verdades.

## Premios
- Premio Planeta (1987) por En busca del unicornio
- Premio Chianti Ruffino - Antico Fattore 1988 por En busca del unicornio traducida al italiano
- Premio Fernando Lara (1998) por Señorita
- Premio Andalucía de la Crítica (1998) por Señorita
- Premio Ateneo de Sevilla (1994) por El comedido hidalgo
- Premio Primavera de Novela (2015) por Misterioso asesinato en casa de Cervantes.[2]

## Obras

### Narrativa
- En busca del unicornio, 1987
- Catedral, 1989
- El mercedes del obispo y otros relatos edificantes o crueles, 1990
- Cuentos crueles, 1990
- Tu magistral amor, 1990
- El viaje de Tobías, 1992
- Statio Orbis (El magno evento), 1995
- El comedido hidalgo, 1994
- Escuela y prisiones de Vicentito González, 1999
- Señorita, 1998
- Los dientes del dragón, 2001
- La mula, novela, 2003
- La muerte de la abuela, novela, 2003
- El mercenario de Granada, 2006
- Rey lobo, 2010
- Últimas pasiones del caballero Almafiera, novela, Planeta, 2012[3]
- Misterioso asesinato en casa de Cervantes, Planeta, 2015 (Premio Primavera de Novela)
- El amor en el jardín de las fieras, novela, 2016, Editorial Espasa

#### Novelas como Nicholas Wilcox
- Los templarios y la Mesa de Salomón, 2004
- La sangre de Dios, 2001
- Las trompetas de Jericó, 2000
- Los falsos peregrinos, 2000
- La lápida templaria, 1996

### Historia y divulgación
- Cinco tratados españoles de alquimia, 1986
- Roma de los césares, 1988
- Verdugos y torturadores, 1990
- Grandes batallas de la historia de España, 1990
- La vida y la época de los Reyes Católicos, 1996
- Los Reyes Católicos, 2004
- Los íberos. Los españoles como fuimos, 2004
- Califas, guerreros, esclavas y eunucos. Los moros en España, 2008
- Enciclopedia eslava, 2017
- Una historia de toma pan y moja, 2018
- La Tentación del Caudillo, 2020[4]
- Viaje a Tierra Santa, Planeta, 2022.

#### Biografías
- Jofra, 1975
- Yo, Aníbal, 1988
- Yo, Nerón, 1989
- Julio César, el hombre que pudo reinar, 1995
- Cleopatra, la serpiente del Nilo, 1993

#### Leyendas y enigmas
- Templarios, griales, vírgenes negras y otros enigmas de la Historia, Planeta, 2011
- La lápida templaria descifrada, 2008
- España insólita y misteriosa, 2006
- El fraude de la Sábana Santa y las reliquias de Cristo, 1997
- Los templarios y otros enigmas medievales, ensayo, 1992[5]
- El enigma de Colón y los descubrimientos de América, 1992
- Tartessos y otros enigmas de la historia, 1991
- Leyendas de los castillos de Jaén, 1982
- La leyenda del Lagarto de la Malena y los mitos del dragón, 1981
- El enigma de la Mesa de Salomón, 1987

#### Viajes
- 1000 sitios que ver en España al menos una vez en la vida, 2009
- Viaje a los escenarios del capitán Alatriste, 2006
- Viaje a la costa de las ballenas, 2006
- El paraíso disputado. Ruta de los castillos y las batallas, ensayo, Guías Aguilar, 2003
- Otro Jaén (1999)

#### Serie historia para escépticos
- Historia de España contada para escépticos, ensayo, 1995
- Historia del mundo contada para escépticos, ensayo, Planeta, 2012[6]
- La Segunda Guerra Mundial contada para escépticos, divulgación histórica, Planeta, Juan Eslava Galán 2015[7]
- La Primera Guerra Mundial contada para escépticos, divulgación histórica, Planeta, Juan Eslava Galán 2014[7]
- Una historia de la guerra civil que no va a gustar a nadie, 2005
- El catolicismo explicado a las ovejas, 2009
- La revolución rusa contada para escépticos, divulgación histórica, Planeta, 2017
- La conquista de América contada para escépticos, 2019
- La Biblia contada para escépticos, 2020
- Enciclopedia Nazi contada para escépticos, 2021[8][9][10]
- La Reconquista contada para escépticos, 2022
- La Revolución Francesa contada para escépticos, 2023
- La Revolución Rusa contada para escépticos (novela gráfica), 2023

#### Historia de Andalucía
- Viaje por el Guadalquivir y su historia. De los orígenes de Tarteso al esplendor del oro de América y los pueblos de sus riberas, divulgación histórica, Esfera de libros, 2016
- Las ciudades de la Bética, ensayo, Fundación José Manuel Lara, 2012[11]
- Un jardín entre olivos (Las rutas del olivo en España. Masaru en el olivar III), ensayo, 2002
- Las rutas del olivo en Andalucía (Masaru en el olivar II), 2001
- Las rutas del olivo en Jaén (Masaru en el olivar I), 1999
- Guadalquivir, 1990

### Poliorcética
- Castillos y murallas del Reino de Jaén, 1989
- Los castillos de Jaén, ensayo, Universidad de Jaén, 1999

### Ensayo
- Historias de la Inquisición, 1992
- 50 estampas de la historia de España, ensayo, Círculo de Lectores, 2013
- Friary Grange School. Estudio de una comprehensive school inglesa, 1978
- La madre del cordero, divulgación artística, Planeta, 2016[12]
- Avaricia, Destino, 2015

#### Sociología
- Santos y pecadores. Álbum de recuerdos de los españolitos del siglo XX, ensayo, Planeta, 2002
- Los años del miedo, 2008
- La década que nos dejó sin aliento, Planeta, 2011[13]
- La España del 98. El fin de una era, 1997
- La España de las libertades, 1997
- De la alpargata al seiscientos, Planeta, 2010
- Tumbaollas y hambrientos. Los españoles comiendo y ayunando a través de la historia, 1997

#### Sobre sexo
- Historia secreta del sexo en España, 1992
- El sexo de nuestros padres, 1993.
- Coitus interruptus, 1997
- La vida amorosa en Roma, 1996.
- Amor y sexo en la antigua Grecia, 1997
- Lujuria, Destino, 2015
- Homo erectus, Planeta, 2011

### Cocina
- Cocina sin tonterías, con Diana Eslava; Planeta, 2013[14]

### Poesía
- Sonetos (2005)
- Traducción de T. S. Eliot, «El yermo», en Antología de poesía inglesa (siglos XVI-XIX) bilingüe Ed. de Ramón López y Román Álvarez, Salamanca, 1991